# اسرم (روستای بلغارستان)
اسرم (به بلغاری: Srem) روستایی در بلغارستان است که در توپولوفگراد واقع شده‌است.